# Navadni pušpan
Navadni pušpan ali zelenika (znanstveno ime Buxus sempervirens) je zimzelena grmovnica iz družine pušpanovk.

## Opis
Navadni pušpan običajno zraste od 1 do 9 m v višino, deblo pa doseže premer do 20 cm. Izjemoma lahko doseže višino do 10 m in ima premer debla do 45 cm). Lističi rastline so ovalni. Običajno so temno do rumenkasto zelene barve in imajo gladek rob. V dolžino merijo med 15 in 30 mm, v širino pa med 5 in 13 mm. Cvetovi so nevpadljivi in so zelene barve. Oprašujejo jih žuželke. Iz oplojenih cvetov se razvijejo plodovi, v katerih je od 3 do 6 semen .

## Razširjenost in uporabnost
Navadni pušpan je samonikel v zahodni in južni evropi, severozahodni Afriki in jugozahodni Aziji. Buxus colchica, ki je razširjen po zahodnem Kavkazu ter B. hyrcana, ki uspeva v vzhodnem Kavkazu in severnem Iranu sta sinonima vrste B. sempervirens.
Navadni pušpan je zaradi svoje trpežnosti in vonja pogosta okrasna grmovnica, ki jo veliko sadijo tudi v žive meje, saj dobro prenaša obrezovanje. Najbolje uspeva na rahlih ter odcednih in z apnencem bogatih tleh.
Les rastline je izjemno trd in čvrst, zaradi česar ga uporabljajo pri izdelovanju pohištva in klarinetov. Pogosto ga uporabljajo kot nadomestek slonovine..
Pušpanov les je edini les v Evropi, ki je težji od vode in v vodi potone.

## Uporaba pušpana v ljudskem zdravilstvu
V ljudskem zdravilstvu so liste navadnega pušpana uporabljali kot nadomestek za kinin ter za zbijanje vročine. Iz v olje vloženih listov so pridobivali preparat proti revmatizmu, nečisti koži in izpuščajem.